# Brieven van Georges Simenon
Brieven van Georges Simenon is een verzameling van een 73 brieven, geschreven tussen 1928 en 1963 door Georges Simenon aan Raymond Ziza. Georges Simenon was schrijver van bekende politieromans en schepper van de figuur commissaris Jules Maigret. Raymond Ziza was een tijdlang directeur van de firma Dubonnet in Sète, die vanaf de jaren 30 van de 20e eeuw populaire aperitieven op de markt bracht.
In een aantal van zijn brieven vroeg Simenon Ziza om geld. Simenons dagelijks leven, reizen, plannen en schrijversambities komen erin aan bod. Ze beschrijven ook zijn ervaringen tijdens de Tweede Wereldoorlog, zijn tijd in de Verenigde Staten en Canada, en Zwitserland waar hij de rest van zijn dagen sleet. Van de brieven die in totaal ongeveer 220 pagina's omvatten zijn er 28 handgeschreven, de rest getypt maar allemaal ondertekend. Ze vormen een aanvulling aan de brieven die zijn zoon John reeds aan de Koning Boudewijnstichting schonk.

## Geschiedenis
De Brieven van Georges Simenon werden door het Erfgoedfonds van de Koning Boudewijnstichting aangekocht.